# Ediciones Zinco
Ediciones Zinco fue una editorial española con sede en Barcelona dedicada a la publicación de literatura y material de entretenimiento, desde cuadernos para colorear o troquelados destinados a los niños a novelas del oeste y de espionaje, historietas, juegos de rol y de tablero. Se la recuerda sobre todo por haber traducido y publicado en España, entre 1982 y 1997, los comics del gigante editorial estadounidense DC Comics. La editorial firmó definitivamente su balance de cierre en 1998.

## Trayectoria

### Cómic italiano: 1982-
Zinco comenzó su trayectoria editando material de procedencia italiana, como "Martin Mystere" (1982), "Zagor" (1982), "Ken Parker" (1982), "Tex" (1983) o "Sukia" (1983), abundando progresivamente en el género pornográfico. Retomó también la revista de terror Dossier Negro.

### DC Comics: 1984-1997
En 1984, Zinco adquirió también los derechos de la editorial estadounidense DC Comics, lo que le permitió publicar cómics tan populares como "Superman", "Batman", "Flash", "Nuevos Titanes", "Green Lantern", "Legión de Super-Héroes", "Liga de la Justicia", "Sandman" o "Lobo".
Otras series de historietas que Zinco introdujo en España fueron Dragonlance, basada en el escenario de campaña de mismo título, y "Thorgal".
Publicó en España por primera vez el comíc Watchmen, en 12 cuadernos grapados de 32 páginas en 1987. 
En 1990, Zinco publicó la versión en español del raro álbum creado Dinamarca Superman y la Bomba de la Paz, que nunca fue publicado en EE. UU.

### Literatura de quiosco: 1986-1988
Ediciones Zinco publicó muchas de las novelas del oeste del célebre escritor español Marcial Lafuente Estefanía. Eran novelas cortas de 95 o 96 páginas, publicadas en un papel de baja calidad (a finales de 1987, cuando Lafuente Estefanía ya había fallecido, Zinco las vendía en quiosco a 80 pesetas aunque a partir de principios de 1988 el precio aumentó a 90 Ptas). Estas cortas novelas del oeste, publicadas semanalmente e impresas en papel de baja calidad, eran el equivalente, en Estados Unidos, de las llamadas pulp fictions, término en el que la palabra pulp («pulpa» o «pulposo») se refiere a la sensación táctil que produce el rugoso papel de las páginas de ese tipo de publicación.
Algunas de las novelas de Marcial Lafuente Estefanía publicadas por Zinco
- Colección «Gran Oeste»
  - N° 48: El fracaso de los beodos[2] (90 Ptas)

- Colección «Ringo»
  - N° 18: No despiertes al león[3] (80 Ptas)
  - N° 53: El rey de los pasquines[4] (90 Ptas)

- Colección «Bronco Oeste»
  - N° 42: Razones para matar[5] (90 Ptas)
  - N° 44: Colgaduras humanas[6] (90 Ptas)

- Colección «Horca»
  - N° 37: Seguiré disparando[7] (90 Ptas)
  - N° 38: Aquí comienza el infierno[8] (90 Ptas)
  - N° 45: Placas mortales[9] (90 Ptas)

- Colección «Jinete»
  - N° 37: El club de la muerte[10] (90 Ptas)
  - N° 46: El Carnicero de Frisco[11] (90 Ptas)
  - N° 47: Los hermanos de la alambrada[12] (90 Ptas)

- Colección «Cinco Puntas»
  - N° 4: La estafa de los caballos[13] (80 Ptas)
  - N° 20: Un traje de madera de pino[14] (80 Ptas)
  - N° 34: Jauría electoral[15] (90 Ptas)
  - N° 36: Las canteras de Wyoming[16] (90 Ptas)
  - N° 37: El loco de Denver[17] (90 Ptas)
  - N° 40: Equipo de mujeres[18] (90 Ptas)
  - N° 53: Dejadme tranquilo[19] (90 Ptas)

Zinco también tradujo las novelas policíacas, eróticas o de espionaje del escritor francés Gérard de Villiers, en particular las de la colección «S.A.S.» (siglas de Son Altesse Sérénissime, «su serenísima alteza»), colección publicada en Francia por la editorial del autor, Éditions Gérard de Villiers, y cuyo principal protagonista es el personaje de ficción Malko Linge.
Algunas de las novelas de la colección S.A.S. traducidas y publicadas por Zinco
- El Asunto Kirsanov[20]
- La caza del hombre en Perú[21]
- Tornado sobre Manila[22]
- La rubia de Pretoria[23]
- El hombre fuerte de Panamá[24]
- Golpe de estado en el Yemen[25]
- Los violentos de Ámsterdam[26]
- Asesinato en Las Vegas[27]
- Escala en Gibraltar[28]

### Revistas: 1990-
En los noventa, Ediciones Zinco se lanzó al mercado de las revistas de ciencia ficción, como "Action Heroes" (1990), "Star Ficción" (1990), la versión española de "Fangoria" 35 números, el número uno en junio de (1991) y se despide diciembre de 1994, con un especial dedicado a los hombres lobo o SFX (1996), la dirección de las cuales recayó en Luis Vigil García.
De 1993 a 1997 Ediciones Zinco, en acompañamiento de su colección de manuales y suplementos de Advanced Dungeons & Dragons, publicó unos 30 números de Dragon, la revista oficial del juego. El título de la revista fue traducido con la grafía propia del castellano, es decir con la tilde sobre la «o» de «Dragón».

### Juegos de rol: 1992-
Debido al éxito que estaban obteniendo los juegos de rol en España a finales de los años 80 y principios de los 90 Ediciones Zinco decidió lanzarse en la publicación de esa clase de juegos. Curiosamente, y en lo referente a sus juegos de rol, Zinco se caracterizó por continuar la traducción y la publicación de juegos que otras editoriales españolas habían abandonado. Primeramente firmó un contrato con la editorial estadounidense TSR, Inc. para relanzar en España el lengendario juego de rol Dungeons & Dragons, que había conocido en España una tímida publicación en los años 1985 y 1986 gracias a la editorial Dalmau Carles Pla. En 1992, pues, Zinco tradujo y publicó por primera vez en español la edición en la que entonces se encontraba el juego: la segunda edición de Advanced Dungeons & Dragons. A partir de ese año tradujo y publicó ininterrumpidamente numerosos suplementos del juego hasta su balance de cierre en 1998. Fue entonces la editorial Martínez Roca quien tomó el relevo de la publicación de Advanced Dungeons & Dragons pero esta vez con la segunda edición revisada (también llamada Advanced Dungeons & Dragons 2.5 o Advanced Dungeons & Dragons 2.2), que iniciaba así toda una nueva línea de productos de la serie Dungeons & Dragons. Otros juegos de rol publicados por Ediciones Zinco fueron Shadowrun, MechWarrior (edición original estadounidense de 1985, traducción de Ediciones Zinco de 1992, dando continuación a la traducción de 1990 de Diseños Orbitales) y Buck Rogers, acción en el siglo XXV (edición original estadounidense de 1988, traducción de Ediciones Zinco de 1995). La primera edición original estadounidense de Shadowrun fue publicada en 1989, pero nunca fue traducida al castellano. La segunda edición (1992 en Estados Unidos) fue traducida y publicada por Diseños Orbitales en 1993. Ediciones Zinco, en 1994, publicó entonces la segunda edición, pero en su versión «revisada» (estaba subtitulada «segunda edición corregida»). Mientras que Advanced Dungeons & Dragons, Shadowrun y Mechwarrior tuvieron un cierto éxito, el juego sobre Buck Rogers fue, al menos en España, un sonado fracaso.
Línea de manuales y suplementos de la segunda edición de Advanced Dungeons & Dragons
- Advanced Dungeons & Dragons, segunda edición, Guía del Dungeon Master[30]
- Advanced Dungeons & Dragons, segunda edición, Manual del Jugador[31]
- Advanced Dungeons & Dragons, segunda edición, Hojas de datos del personaje[32]
- Advanced Dungeons & Dragons, segunda edición, Pantalla del Dungeon Master[33]
- Compendio de monstruos, volumen 1[34]
- El desafío del guerrero[35]
- Guía de armas y equipos[36]
- Compendio de monstruos, Apéndice I al volumen 1[37]
- Relatos de la Lanza[38]
- Dragonlance, Clásicos, Volumen 1[39]
- Los Señores de los Árboles[40]
- Los Señores del Roble[41]
- Elfos salvajes[42]
- Tomo de magia[43]
- Compendio de monstruos, volumen 2: Dragonlance[44]
- Manual del buen guerrero[45]
- Tiempo del Dragón[46]
- Nuevos comienzos[47]
- Dark Sun, Sol Oscuro[48]
- Manual de los poderes psiónicos[49]
- Libertad[50]
- Dragonlance, Clásicos, Volumen 2[51]
- Compendio de monstruos, volumen 3: Dark Sun[52]
- Manual del buen ladrón[53]
- En busca de los dragones[54]
- Otras tierras[55]
- Magia de Dragón[56]
- Los reyes Dragón[57]
- La ciudadela del Dragón[58]
- Forgotten Realms, Vademécum de campaña[59]
- Tribus de esclavos[60]
- Forgotten Realms, Aventuras[61]
- Tenebrosas profundidades[62]
- Draconomicon[63]
- Compendio de monstruos, volumen 4: Forgotten Realms[64]
- Peligro en el pantano[65]
- Manual del buen hechicero[66]
- Manual del buen sacerdote[67]
- El bosque mágico[68]
- Los Minotauros[69]
- El mercader de las dunas[70]
- Compendio de monstruos, volumen 5: Ravenloft[71]
- Ravenloft, Reinos del terror[72]
- Los Drow de la Suboscuridad[73]
- Menzoberranzan[74]
- El desafío del clérigo[75]
- Enciclopedia de la magia[76]
- El libro de las guaridas[77]
- Manual del buen gladiador[78]
- Valle de polvo y fuego[79]
- Fiesta de Goblyns[80]
- Guía Van Richten de los vampiros[81]
- Las ruinas de Bajomontaña[82]
- Los elfos de Siempreunidos[83]
- Planescape, Epítome de campaña[84]
- Dragonlance, Clásicos, Volumen 3[85]
- La nave del horror[86]
- La frontera eterna[87]
- Planos del Caos[88]
- Compendio de monstruos, Apéndice: Planescape[89]
- En la jaula: Una guía de Sigil[90]

Línea de manuales y suplementos de Shadowrun
- Shadowrun, segunda edición corregida[91]
- Shadowrun, pantalla para el árbitro, segunda edición[92]
- Shadowtech[93]
- Catálogo del samurái callejero[94]
- El grimorio
- Animales paranormales de Europa
- ZDM, Zona densamente militarizada
- DNA / DOA

Mechwarrior
- MechWarrior, el juego de rol del universo de BattleTech: traducción (de 1994) de la segunda edición original estadounidense (de 1991).[95]

Buck Rogers
- Buck Rogers, acción en el siglo XXV: traducción de 1995 de la edición original estadounidense de 1988.[96]

### Juegos de tablero: 1993-
A partir de 1993 Ediciones Zinco retomó la traducción y publicación del juego de ciencia ficción sobre tablero BattleTech, que Diseños Orbitales ya había introducido en España en 1990. Mientras que en la edición de Diseños Orbitales las fichas que había que desplazar sobre las casillas del tablero eran figuras de cartón troquelado sobre peanas de plástico, en la edición de Ediciones Zinco los jugadores pudieron gozar de detalladas figuras de plástico que representaban a los «'Mechs», los gigantescos robots de combate propios del universo del juego.
Caja básica y suplementos de BattleTech
- BattleTech, combate de titanes en el siglo XXXI: caja básica del juego, con catorce miniaturas correspondientes a los catorce modelos Unseen[97]
  - BattleTech Compendium, las reglas de la guerra (ISBN 84-468-0314-3, 136 p.)
  - Desencadenado
  - BattleSpace
  - BattleTech: Manual de Referencia Técnica 3050 (ISBN 84-468-0231-7, 239 p.)

## Premios
- 1997 Premio Haxtur como "Mejor Editorial" en España desde 1985 a 1997, en el Salón Internacional del Cómic del Principado de Asturias